# Hermetizmus
A hermetizmus vagy másképp hermeticizmus a hermetikus irodalom által közvetített eszmék és gyakorlatok egésze. 
A hermetikus irodalom misztikus filozófiai, mitológiai, csillagászati, orvosi tanításokat tartalmazó és a természetfeletti hatalmakkal való kapcsolatra tanító iratok.
Két fő kategóriája:
- a népszerű hermetizmushoz tartozó írások (asztrológia, mágia, okkult tudományok, alkímia)
- tudós hermetikus irodalom, elsősorban a Corpus Hermeticum (wd) 17 görög nyelvű értekezése.

A hermetikus irodalom többé-kevésbé a zsidó-egyiptomi szinkretizmust tükrözi (tehát egyes iráni elemeket is), ezen kívül felismerhető benne a platonizmus hatása; ám a 2. századtól kezdve a gnosztikus dualizmus válik uralkodóvá. Részlete, díszletei, mítoszai révén egyiptomiként hirdeti magát.
A hermetikus típusú tudomány a misztériumot és egyben a misztérium beavatási típusú átadását foglalja magába; a természet megismerése ima és istentisztelet révén, vagy, alacsonyabb szinten, mágikus kényszerrel érhető el.
A tudományos hermetikus irodalmat alkotó szövegeket éppúgy, mint a népszerű szövegek kategóriája megírásának sugallatát Triszmegisztosz (Hermész)nek tulajdonítják.
A Corpus Hermeticum szövegei az egyiptomi Thot istent a görög Hermésszel azonosítják, akit Hermész Triszmegisztosznak, azaz Háromszor Nagynak is neveznek. A hellenisztikus kor írói szerint Thot minden tudomány oltalmazója vagy gyanús varázsló volt. A világot szóval teremtette volna; a sztoikusok pedig Hermészt a logosszal azonosították.
A vallástörténész Bossuet már 1914-ben kimutatta, hogy a Corpus Hermeticum két ellentétes teológiát tartalmaz: az egyik optimista (monista-panteista típusú), a másik pesszimista és erős dualizmus jellemzi. Az előbbi számára a világ szép és jó, mivel Isten hatja át, ezzel szemben a pesszimista tanban a világ alapvetően rossz, nem Isten műve, főképp nem az első Istené, mert az első Isten fölötte áll minden anyagnak; léte titkában rejtőzik: Istent tehát csak a világi életből elmenekülve lehet elérni.
A középkor végén, miután a szövegek nagy részét Itáliában latinra fordították, a hermetizmus, és maga a Corpus óriási hatást fejtett ki a reneszánszban.  Néhány szintén Hermész nevét viselő asztrológiai és alkímiai munkával együtt ezek az értekezések a reneszánsz alapvető írásaivá váltak, amelyeket együtt hermeticizmusnak neveztek, míg magának a Corpus Hermeticumnak  a tanítását hermetizmusnak.
A reneszánsz kori hermetizmus, mint filozófiai irányzat nem egységes, megkülönböztetünk korai- és kései-hermetizmust. A korai-hermetizmus a Corpus Hermeticum-ban található tanításokat elemezte és interpretálta; a kései-hermetizmus pedig beemelte rendszerébe korának ezoterikus, gondolati rendszereit (az újgnoszticizmust, az újplatonizmust, az alkímiát, a kabbalát, az asztrológiát, a mágiát).
Egyes tudósok a hermetizmust a szó szoros értelmében vallási testvériségnek tekintették, dogmáival, rítusaival, liturgiájával együtt; szent könyvük pedig a Corpus Hermeticum lett volna; mások ezt a kiinduló felvetést elvetették. A hermetikus irodalomban nincs nyoma a Hermész híveire sajátosan jellemző szertartásoknak. Semmi sem emlékeztet a gnosztikus szektákra: se áldozás, se bűnvallás, se kézrátétel a kultusz szolgáinak felszentelésére. Nincs papság, nincs nyoma hierarchikus szervezetnek, beavatási fokozatoknak. Az egyéneknek csak két osztályát különböztetik meg: azokat, akik hallgatják az igét, és azokat, akik elutasítják. Mindazonáltal felfedezhetünk egy sajátos vallási légkört és egyes rituális viselkedésformákat. A tanítványok egy szentélyben gyűlnek össze, megtartják a kinyilatkoztatásra vonatkozó titkokat és a hitoktatás egy szertartás komolyságával folyik; a tanító és tanítvány közti kapcsolatoknak vallási felhangjuk van.

## Etimológia
A hermetizmus kifejezés a középkori latin hermeticus-ból származik, amely pedig Hermész görög isten nevéből ered.

## Nevezetes hermetikusok
- Dzsábir ibn Hajján, 8-9. századi iszlám tudós, polihisztor, alkímista;
- Arnoldus de Villa Nova (wd), templomos lovag, orvos és alkimista, aki megjelentette a Tabula Smaragdina latin szövegét;
- Marsilio Ficino, a Corpus Hermeticum latin nyelvű fordítója;
- Giovanni Pico della Mirandola, aki összekapcsolta a Hermetika tanítását Kabbalával;
- Agrippa von Nettesheim, a De Occulta Philosophia szerzője;
- Paracelsus, okkultista, orvos, metafizikus;
- John Dee, okkultista, matematikus, asztrológus
- Aleister Crowley, angol okkultista
- Franz Bardon, okkultista, gyógyító

## Ismert hermetikus társaságok
- Arany Hajnal Hermetikus Rendje
- Ezüst Csillag [Argentinum Astrum (A.:A.:)]
- Voluntas Voreginis Hermetikus Lovagrend [(V.:V.:)]
- Fény Hermetikus Testvérisége
- Luxori Hermetikus Testvériség
- Ordo Templi Orientis